# Château de Mortiercrolles
Le château de Mortiercrolles à Saint-Quentin-les-Anges en Mayenne est un édifice de style Louis XII situé à un kilomètre au sud-est du bourg.
Le bâtiment est partiellement classé au titre des monuments historiques par arrêté du 2 janvier 1924.

## Désignation
- L'hostel de Mortiercrolle, 1415[3] ;
- Mortiercroulle, 1415, 1514[3] ;
- La chastellenie, terre et seigneurerie de Mortiercrolles, 1570[3] ;
- La baronnie de Mortiercrolles, 1662[4] ;

## Description
Le château fut rebâti dans les dernières années du XVe siècle par Pierre de Rohan, maréchal de Gié. Si on le compare aux ruines du château de Montjean, on comprend que de 1460 à 1500 la paix avait été assurée en France. Son style Louis XII est caractéristique de cette période de transition entre l'art gothique et la Première Renaissance. D'une façon générale, la structure reste française, seul le décor change et devient italien. Le choix et l'agencement des matériaux, les assises alternées de tuffeau et de briques, les larges ouvertures s'étageant jusqu'au faîte des toits, grâce aux frontons aigus des lucarnes, les corbeaux des mâchicoulis, gracieusement évidés et décorés de fines sculptures, remplacent avec grâce les lourdes masses qui 50 ans plus tôt avaient la prétention de résister à l'artillerie encore à ses débuts. L'enceinte, au-delà des larges douves qui la protègent, avait aux angles quatre tours avec tourillons en encorbellement. Le châtelet surtout est bien conservé et élégant. La chapelle, avec ses murs ébréchés, mais solides toujours et d'un effet si décoratif grâce à l'alternance de ses assises blanches et brunes. L'abbé Angot signale que le château proprement dit, avec son perron couvert et ses fenêtres à meneaux croisés, mais sans ornements, semble avoir été sacrifié aux accessoires et a bien moins de cachet artistique.
L'espace circonscrit par la courtine était fractionné en trois : un jardin sur lequel s'ouvrait la face arrière du logis, une cour d'honneur desservie par le châtelet d'entrée, une basse-cour qui était séparée de la cour d'honneur par un mur percé d'une porte monumentale.
Sans être comparable aux autres résidences créées par le maréchal de Gié — le Verger demeure « plus que royale », écrit Célestin Port, et la Motte-Glain — Mortiercrolles est encore une œuvre architecturale digne d'être étudiée et conservée, typique d'une époque intermédiaire entre l'art gothique et la Renaissance.

## Histoire
Châtellenie érigée avec celle de l'Hôtellerie de Flée en baronnie vers 1500 par Louis XII, d'après un mémoire du XVIIIe siècle, quoique pourtant le titre de baronnie ne se rencontre qu'au milieu du XVIIe siècle. Châtelais, Saint-Quentin, Mée, le Bourgneuf, en faisait aussi partie. Elle relevait du roi par le dûché d'Anjou.
Dans le domaine, les trois étangs du tertre, du Pâtis, de Daviet, avec moulin à blé ; « une belle et notable touche de grant boys, laquelle vaut moult à Mgr pour le gouvernement de son hostel et pour pesson quant avient année de glan ; plusieurs plesses, saulez, meurgrains à connins et garennes vives, deffensables de toutes gens, esquelles Mgr pourret bien prendre grande quantité de congnins sans grever aucunement la garenne ; deffais en la rivière d'Oudon depuis le gué de la Cheverie jouques au coingn du boys de Saint-Julien (de Châtelais) ; droit d'usage dans la forest de Flée et de courre aux grousses bestes après que les gens de Mgr d'Allençon y ont courru une foiz, et peut tendre ses cordaiges en un lieu appelé la Grée », 1415.
Parmi les redevances on peut signaler : les trois jallons de vin et les trois fouaces d'un denier, le froment valant 12 sols le septier, que le prieur de Châtelais devait faire porter à la Toussaint, Noël et Pâques par un valet qui ay soulliers non remendés, et s'il est remendé, la remendure luy doit estre descousue des soullers ; la pelorre que les nouveaux mariéz demourans en la bourgeaisie du Bourgneuf de Saint-Quetin et des Vignes doivent courre par trois foiz quand il plaira à Mgr le leur faire sçavoir, depuis l'escu de Mortiercrolle jusques à la prochaine planche comme l'on va à Saint-Quentin ; la chanson que doit la femme du nouveau marié ; la quintaine due par les autres subjets hors de bourgeaisie, excepté ceux du Bois qui doivent fournir et tenir en l'estat l'escu où est férue la quintaine, et chausser l'esperon à celui qui la fiert. Le seigneur donnait à chacun une jallaie de vin qui devait être beue et despensée sur ledit lieu. Il avait droit pendant 40 jours et 40 nuits, de la veille de la Madeline, à la saint Jehan de Collaice (29 août), de vendre vin avant tout autre en la ville de Bourgneuf et ailleurs en sa nuesse et mettre en la roche de l'oustel Oudin tant de vin comme il lui plaira pour vendre, 1415.

### Les seigneurs de Mortiercrolles (XIVeetXVesiècles)
- Maurice de Remefort, seigneur dudit lieu en Saint-Aignan-de-Gennes, mari d'Agnès du Melle, dame d'Angerville, qui eut pour héritière Isabeau, sa fille, mariée à Amaury de Clisson, mort à la Bataille de la Roche-Derrien, 1347 ;
- Renaud d'Ancenis, marié avant 1351 à Isabeau de Clisson, héritière d'Amaury, son frère ;
- Bertrand du Guesclin, cousin du connétable Bertrand Du Guesclin, mari d'Isabeau d'Ancenis, inhumé à Brissarthe vers 1396, tandis que les trois dames de Mortiercrolles qui précèdent l'avaient été à l'abbaye de Bellebranche. La dernière, qui avait donné partage provisionnel à ses beaux-frères en son hostel de Mortiercroulle le 17 janvier 1402 (v. s.), par testament du 27 janvier 1413, laissait une houppelande noire fourrée de vair à l'église de Saint-Quentin pour un mantel, lequel seroit prêté aux femmes pucelles le jour qu'elles espouseroient mary.

### LesRohan(duXVeauXVIIIesiècle)
- Charles Ier de Rohan-Guémené, seigneur de Guémené, marié en 1405 à Catherine du Guesclin. Mariage ratifié le mardi après Oculi mei, 1405 par la mère et l'aïeule de ladite Catherine, fille unique, laquelle survécut à son mari de 1436 à 1461 ;
- Louis Ier de Rohan-Guémené, fils unique, époux de Marie de Montauban, 1483, 1486 ;
- Pierre de Rohan-Gié, d'abord fils puîné et bientôt l'ainé de la famille serait né, dit-on à Mortiercrolles ; il rebâtit du moins le château et établit dans son domaine le couvent franciscain de Notre-Dame des Anges.
- L'arrière-petite-fille du maréchal, Éléonore de Rohan, épousa Louis VI de Rohan son cousin, aveugle dès l'âge de 5 ans, et Pierre de Rohan, le deuxième de leurs 9 enfants fut baron de Mortiercrolles, mari de Madeleine des Rieux, morte le 24 novembre 1606 dans son hôtel de C... près d'Angers[7] ;
- Sa fille Anne de Rohan, était née à Mortiercrolles le jeudi 20 avril 1606, avait été baptisée dans l'église de Notre-Dame-des-Anges le mardi suivant, 25, et fut destiné par sa mère mourante à épouser Louis VIII de Rohan, son cousin. Dès cette époque, Mortiercrolles est délaissé par ses riches possesseurs[8]. Anne de Rohan rendit aveu au roi pour Mortiercrolles au nom de ses enfants en 1668 ;
- Charles II de Rohan, né en juillet 1633, qualifié de baron de Mortiercrolles, décédé fou en Belgique en 1699 ; Louis de Rohan, son cadet, dit Le Chevalier de Rohan, né en 1635 et qui sera élevé avec Louis XIV, périt sur l'échafaud lors du complot de Latréaumont. Charles, qu'on avait fait enfermé pour n'avoir pas la cervelle bien équilibrée, épousa néanmoins Jeanne-Armande de Schomberg, fille du premier maréchal de Schomberg ;
- Charles III de Rohan, né le 30 septembre 1655 de ce mariage, après la mort de Jeanne-Armande, sa nièce, qui nomme le sénéchal de Mortiercrolles en 1695, est lui-même seigneur, le laisse au quatrième fils issu de son second mariage avec Charlotte-Elisabeth de Cochefilet, qui épouse, le 3 août 1718, Louise-Gabrielle de Rohan-Soubise ;
- Le plus jeune de leurs fils, Ferdinand Maximilien Mériadec de Rohan, vendit Mortiercrolles en 1763 pour 160 000 livres à Jean-Baptiste du Tertre, marquis de Sancé, qui habitait le château de Baubigné.

### Famillede Preaulx(XVIIIeetXIXesiècle)
- Jeanne du Tertre de Sancé, fille unique de Jean-Baptiste du Tertre, marquis de Sancé, épousa en 1754 Joseph-François de Paule, 5e marquis de Preaulx (1721-1789) et porta Mortiercrolles à la famille de Preaulx.
- Joseph-Hilaire, 8e marquis de Préaulx (1814-1884), fils du précédent, marié en 1838 avec Sophie de Gibot hérita de Mortiercrolles.

### Famillede Montault(XIXeetXXesiècle)
- Odet, marquis de Montault, en hérita à son tour. Après sa mort, sa veuve (née Agnès de Rohan-Chabot, fille du 10e duc de Rohan) se remaria avec Arthur de Rougé, 5e duc de Caylus.
- Leur fille Antoinette, 6e duchesse de Caylus (1890-1954) hérita ensuite de Mortiercrolles.

## Source
« Château de Mortiercrolles », dans Alphonse-Victor Angot et Ferdinand Gaugain, Dictionnaire historique, topographique et biographique de la Mayenne, Laval, A. Goupil, 1900-1910 [détail des éditions] (BNF 34106789, présentation en ligne)